# Cathédrale de Grottaferrata
La cathédrale de Grottaferrata est une église catholique romaine de Grottaferrata, en Italie. Il s'agit de la cathédrale de l'abbaye territoriale de Sainte Marie de Grottaferrata.